# Mezinárodní letiště Platov
Mezinárodní letiště Platov (rusky Международный аэропорт Платов, IATA: ROV, ICAO: URRP) se nachází poblíž stanice Gruševskaja v aksajském okrese v rostovské oblasti v Rusku nedaleko města Novočerkassk severovýchodně od Rostova na Donu, které obsluhuje, přičemž nahradilo staré Letiště Rostov na Donu. Provoz zahájilo v prosinci 2017 a jméno nese podle Matveje Platova.
Původně se plánovalo, že letiště bude otevřeno v listopadu 2017, přičemž provoz s cestujícími bude zahájen 1. prosince 2017. Projekt letiště má kapacitu 5 milionů cestujících ročně a hlavní společností využívající letiště je Azimut. Spolu s letištěm byla 27. listopadu 2017 otevřena i nová dálnice na letiště. Osobní dopravu letiště zahájilo 7. prosince 2017 a staré letiště na to veškerý provoz ukončilo 1. března 2018. Za rok 2018 prošlo letištěm 3 236 000 cestujících.